# Samson Tschanba

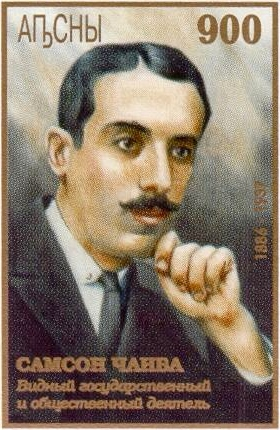
Samson Tschanba auf einer abchasischen Briefmarke

Samson Tschanba (abchasisch/russisch Самсон Чанба; * 6. Junijul. / 18. Juni 1886greg. in Atara, Russisches Reich, heute Abchasien; † 1937) war ein abchasisch-sowjetischer Schriftsteller, Dramatiker und Politiker.
Tschanba schrieb sowohl auf Abchasisch als auch auf Russisch, er gilt heute einer der Wegbereiter des abchasischen Dramas.

## Leben
Samson Tschanba stammte aus einer abchasischen Bauernfamilie und besuchte eine Klosterschule. Nach dem Besuch einer pädagogischen Hochschule arbeitete er zunächst als Lehrer. Ab 1916 begann er zu schreiben. Die Oktoberrevolution und den Sieg der Bolschewiken unterstützte er begeistert. 1919 erschien sein Gedichtband „Dewa Gor“. 1920 schrieb Tschanba mit „Machadschiry“ das erste Drama in abchasischer Sprache. Zahlreiche weitere Dramen folgten, darunter „Apsny Chanym“ (1923), „Von vergangenen Tagen“ (1929). In seinen Werken setzte er sich häufig mit der jungen Sowjetunion und damit verbundenen Themen auseinander und trat 1921 auch der Kommunistischen Partei der Sowjetunion bei. Im selben Jahr wurde er Chefredakteur bei der Zeitung „Rotes Abchasien“. Später schrieb Tschanba auch Novellen.
Von 1922 bis 1925 sowie von 1930 bis 1932 war er Volkskommissar für Bildung in Abchasien, dazwischen gehörte er von 1925 bis 1930 zum Zentralen Exekutivkomitee in Abchasien. 1935 wurde er Leiter des abchasischen Schriftstellerverbandes.
Im Zuge des stalinistischen Terrors wurde Tschanba verhaftet und 1937 hingerichtet. Jahre später wurde er posthum rehabilitiert. In der abchasischen Hauptstadt Sochumi ist heute das Samson-Tschanba-Theater nach ihm benannt.